# King's Lynn FC
King's Lynn Football Club var  en engelsk fotbollsklubb från King's Lynn, Norfolk.i England. Hemmamatcherna spelades på The Walks Stadium i King's Lynn. Smeknamnet var The Linnets.
Klubben bildades den 30 augusti 1881 som Lynn Town, 1953 ändrade man namnet till King's Lynn. Klubben upplöstes under 2009 på grund ekonomiska bekymmer. Klubben återskapades i januari 2010 som Lynn FC och bytte senare namn till King's Lynn Town.

## FA-cupen
Man har vid flera tillfällen kvalificerat sig för spel i FA-cupens ordinarie omgångarna fast man spelat på lägre nivåer i det engelska ligasystemet. Säsongen 1961/1962 tog man sig ända till tredje omgången innan det tog stopp, man mötte då Everton på Goodison Park inför 44 916 åskådare och förlorade med 3–0. 

## Meriter
- FA Amateur Cup final: 1900-01
- Eastern Counties Football League: 1953-54
- Southern Football League Eastern Division: 2003-04
- Southern Football League Premier Division: 2007-08